# 阪本桃水
阪本 桃水（さかもと とうすい、本名：阪本 純子、1917年11月24日 - ）は、日本の書家。

## 経歴
1937年（昭和12年）に大阪女子師範を卒業し、同年大阪市立東中本小学校に奉職、1945年（昭和20年）3月に桑津小学校退職まで8年間教員を務める。
1961年（昭和36年）洗心書道会所属、1970年（昭和45年）一東書道会所属、同年書塾を開く。
2005年（平成17年）1月には東京カルチャーセンターの漢字博士位の認定。
| スタブアイコン | サブスタブ | この項目は、まだ閲覧者の調べものの参照としては役立たない、人物に関連した書きかけの項目です。この項目を加筆・訂正などしてくださる協力者を求めています（P:人物伝/PJ:人物伝）。 |